# Câineni
Câineni é uma comuna romena localizada no distrito de Vâlcea, na região de Oltênia. A comuna possui uma área de 254.77 km² e sua população era de 2502 habitantes segundo o censo de 2007.